# 崔彊
崔彊（？—前546年），中国春秋时期齐国执政大臣崔杼的儿子，其前妻所生。 
前548年，齐庄公与崔杼续妻东郭姜私通，被崔杼杀死，另立齐景公。崔杼宠爱东郭姜，崔彊的同母兄崔成有疾病，东郭姜生的儿子崔明，被崔杼立为继承人。崔成想要崔邑，崔杼答应了，东郭姜的兄弟东郭偃和东郭姜和前夫棠公之子棠无咎不同意，认为崔邑应该归崔氏宗主。前546年，崔成和崔彊在庆封怂恿下，杀死棠无咎、东郭偃。崔杼出逃，请庆封帮他安定家族，庆封趁机杀崔成、崔彊，东郭姜自杀。崔杼见家破人亡，也绝望自杀。崔明逃到鲁国。